# 梅津正彦
梅津 正彦（うめつ まさひこ、1968年12月13日 - 2013年7月23日）は、日本のボクシング指導者、アクション監督。山形県酒田市出身。

## 経歴・人物
山形県立酒田東高等学校卒業。大学中退。高校でボクシングを始め、ソウルオリンピックを目指したが、怪我のため引退。
映画監督を志し松竹シナリオ研究所入所。松竹大船撮影所等で映画・テレビドラマ、野村芳太郎監督の戦争ドキュメンタリー作品、七人のおたくなどの助監督を務めた。その後ボクサーの経験を生かし、ボクシングコーチ、アクションディレクターとなる。映画・テレビ・CM・舞台等でボクシングやアクション指導をしながら、プライベートレッスン専門で梅津ボクシング倶楽部を主宰し、ダイエット指導等も行っていた。
男子では瀬川設男・西澤ヨシノリ・大曲輝斉・杉田竜平・柴田明雄・内山高志らのチーフトレーナーを務め、高阪剛・TATSUJI・大渡博之らにもボクシングを指導したほか、女子では山崎静代（南海キャンディーズ）の専属トレーナーとして世界レベルで戦えるまでに育てた。
2012年にメラノーマに冒されていることが判明、余命宣告も受けていたが闘病しながら可能な限り仕事を続け、ボクシングの指導も行っていた。2013年7月23日に入院先の病院で死去、44歳没。

## 主なボクシング指導作品
映画
- キッズ・リターン
- ROUND 1
- 歌謡曲だよ人生は（僕はないちっち）
- チキンハート
- アウトレイジ
- あしたのジョー

テレビドラマ
- 乙女のパンチ（NHK）
- ガチバカ!（TBS）
- 特命係長 只野仁（テレビ朝日）
- GTO（フジテレビ）
- 課長島耕作2（日本テレビ）
- ハガネの女 Season 2（テレビ朝日）
- 女帝（テレビ朝日）
- 理想の息子（日本テレビ）
- ZAP　ENTERTAINMENT!おれ、ぼく、あたし。（WOWOW）
- 1ポンドの福音（日本テレビ）
- 内藤大助物語〜いじめられっ子のチャンピオンベルト〜（TBS）
- お助け屋☆陣八（日本テレビ）
- 左目探偵EYE（日本テレビ）

バラエティ番組
- 笑わないホテル
- どや顔サミット〜芸能人が教えるイイ体の作り方SP
- メレンゲの気持ち
- 教科書に載せたい（井岡一翔　対　上田竜也　TBS）

## 主なアクション指導・監督作品
映画
- BOX 袴田事件 命とは

テレビドラマ
- 特命係長 只野仁ファイナル（テレビ朝日）
- フレネミー 〜どぶねずみの街〜（日本テレビ）